# نوع نمطي

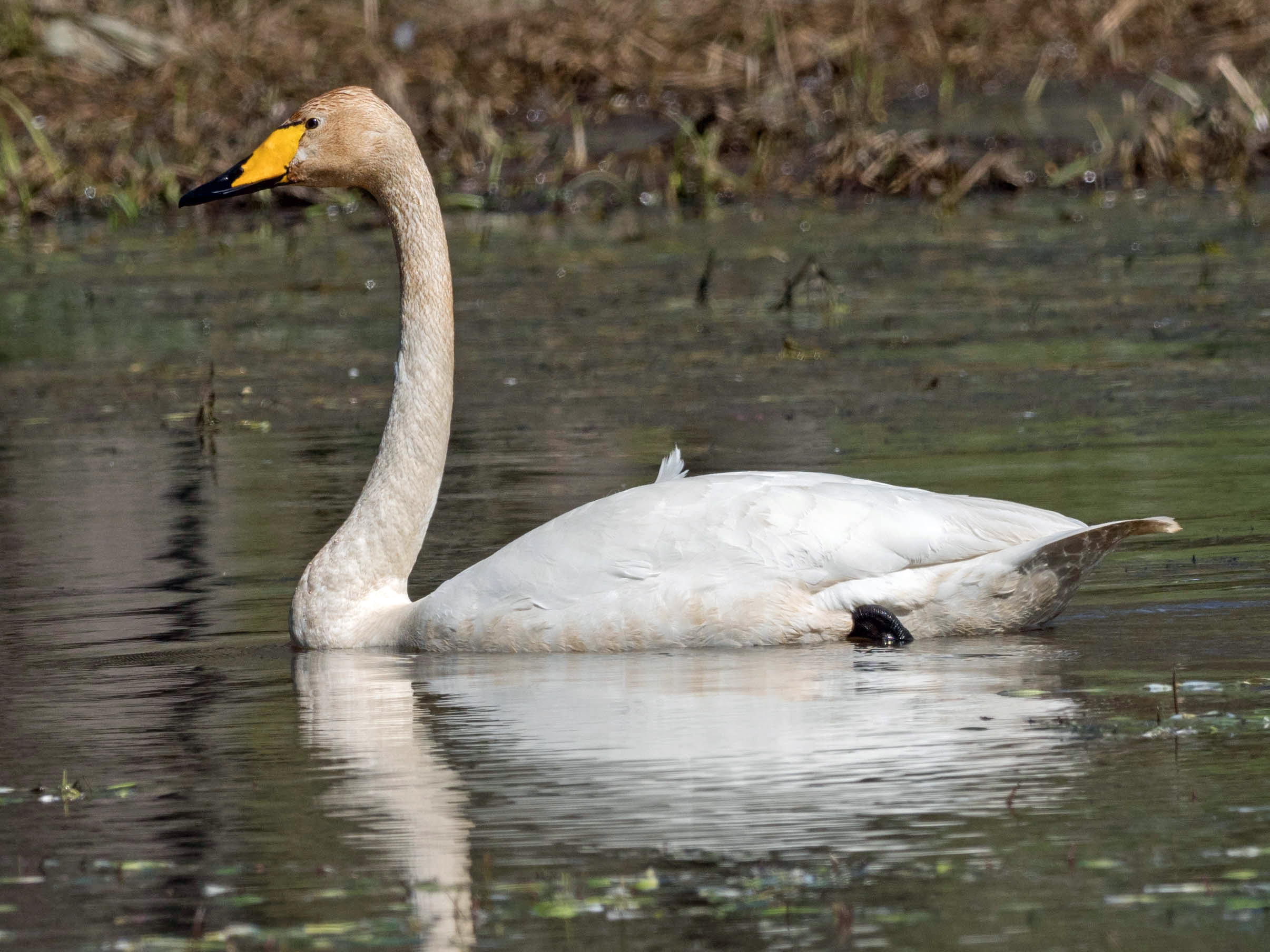

النوع النموذجي في علم الأحياء هو مصطلحٌ يُستخدم في أنظمة التصنيف العلمي، يُشير إلى النوع الأساسي الذي يُمثل جنساً ما من أجناس الكائنات الحية. النوع النموذجي هو النوع الذي يُعنى على الأغلب عند ذكر اسم جنس من الكائنات، ولديه أهمية خاصَّة دائماً كالنوع النموذجي في أحد الأجناس. وتأتي الأهمية الأساسية للنوع النموذجي عندما يُقسَّم جنس يَضم أكثر من نوع حي إلى عدة أجناس، حيث أن النوع النموذجي سيَظل في مثل هذه الحالة بالجنس الأصلي الذي كان يَضم جميع الأنواع قبل تقسيمه، وسيحتفظ بصفته كالنوع النموذجي لذلك الجنس، مما يُقلل كثيراً من إمكانيات حدوث بلبلة حول هويات الأنواع المختلفة بعدَ تقسيم الجنس السابق الذي كان يَضمُّها.
حسب أصول التسمية العلمية في علم الأحياء فيَجب دائماً أن يَحوي كل جنس في الوجود من الكائنات الحية - سواء كان معترفاً به أم لا أو صحيحاً من الناحية التصنيفيَّة أم لا - نوعاً نموذجياً.

## علم النبات
يُعد النوع المنسوب لأي صنف في نظام تسمية النبات - وذلك في حال كان للصنف نوع أساساً - تقنياً عيَّنة من ذلك الصنف. لكن في حالة أسماء أجناس النباتات فإن النوع لا تُقصد به سوى الأنواع العادية المُتضمنة ضمن الأجناس.